# Gadao's Cave
Gadao's Cave är en fornlämning i Guam (USA).   Den ligger i kommunen Inarajan, i den södra delen av Guam, 22 km söder om huvudstaden Hagåtña. Gadao's Cave ligger 7 meter över havet.